# Memorias de un cortesano de 1815
Memorias de un cortesano de 1815 es la segunda novela de la segunda serie de los Episodios nacionales de Benito Pérez Galdós, iniciada en octubre de 1875, y publicada ese mismo año. En ella se narra el ascenso social de Juan Bragas de Pipaón, un arribista que llega a formar parte de la camarilla de Fernando VII de España en Madrid.
Bragas, amigo de Salvador Monsalud –el personaje que focaliza la segunda serie de episodios– fue ya presentado en el episodio anterior como paisano de Monsalud y, como él, instalado en Madrid con la intención de prosperar socialmente, y en el caso de Bragas, a cualquier precio. Una determinación que le llevará desde su discreta posición de covachuelista hasta el círculo de poder del “Deseado”. Galdós, no sin cierta sorna y ya en el arranque del capítulo I, le concede al personaje el honor de presentarse a sí mismo: 

-Yo soy aquel (...) que en los primeros años de su vida administrativa se llamaba Juan Bragas, nombre que a decir verdad no se distingue por su música, ni tiene saborcillo de elegancia, ni sonsonete o cancamurria de nobleza; así es, que no bien comencé a sacar el pie del lodo, añadí al apellido de mis padres el lugar de mi nacimiento, por lo cual, siendo este Pipaón en Rioja de Álava, vine a llamarme D. Juan Bragas de Pipaón. Sonaba esto pomposamente en mis orejas, y yo repetía en voz alta mi propio nombre para señorearme con su grandiosidad, la cual anunciaba por el solo efecto del silabeo la persona de un embajador, consejero de Indias, fiscal de la Rota o Asistente de Sevilla. Más adelante, como el Bragas no me pareciese del mejor gusto, lo suprimí completamente, quedándome para el mundo presente y para la posteridad en D. Juan de Pipaón, nombre breve y rotundo, que va dejando ecos armoniosos doquiera que se pronuncia, y al cual no le vendrá mal la conterilla del marquesado o condado que tengo entre ceja y ceja.
Capítulo I, Memorias de un cortesano de 1815 (1875)

En el aspecto más cercano al análisis histórico desde el prisma galdosiano, destaca la entusiasmada glosa que Pipaón hace del momento histórico, glorioso para unos y nefasto para muchos durante siglos, en el que tras la noche del 10 de mayo de 1814 Fernando VII se hizo con el poder absoluto, derogó la Constitución de 1812 y llevó el país a la ruina intelectual en una sucesión de decisiones arbitrarias y a merced de un cambiante círculo íntimo conocido como ‘la camarilla’. El diplomático español y galdosista privilegiado, Ortiz-Armengol, parafrasea estos conceptos expresados por Galdós a sus 30 años de edad, con estas palabras: «...son completamente inadmisibles los pecados de la monarquía absolutista creada al regreso de su cautiverio de Valençay. La crueldad y la ignorancia de aquel régimen no tienen ejemplo en Europa. El tirano y el payaso, en una pieza, aparecen en la irrazonable reacción en 1814...» La referida glosa que Galdós pone en boca de Juan Bragas y que cierra el primer capítulo de la novela, reza así: 

¡Qué noche la del 10 de Mayo de 1814! ¡Oh sin igual ventura! ¡Oh inolvidable regocijo del alma después de tan larga opresión! Yo había pasado todo el día escribiendo un articulito que remití a La Atalaya, por encargo de mi excelente patrono. Estoy tan orgulloso de aquella pieza, fruto precioso del frenético entusiasmo mío y de los ardores fernandistas de mi exaltado corazón, que no quiero que estas fieles memorias vayan a los confines de la posteridad, sin llevar siquiera un par de párrafos para que, reconociendo mi patriotismo, se juzgue de mi caliente estilo y de las gallardías de mi pluma. Decía así:

«¡A dónde estáis, potencias de mi alma! ¡Os busco, y por ninguna parte os encuentro! ¿Habéis volado en busca de aquel imán de nuestros corazones? ¿A dónde está FERNANDO? Hechizo de mi corazón, ¿a dónde te encontraré? ¡Mi alma no acierta en la efusión de su placer a expresar de ningún modo los sentimientos de que se halla inundada! ¡Mi memoria... mi voluntad... mi entendimiento, sí!... Todo es vuestro, ¡Dios Eterno! Pero si FERNANDO está en vos y vos en FERNANDO, en vos mismo gozaré de su amorosa presencia; sí, Dios Omnipotente, permitid que me regocije en vos, pues que vos le elegisteis desde vuestros eternos alcázares para nuestro digno REY; vos le perseverasteis con vuestra providencia en el principio; vos le guardasteis bajo la sombra de vuestras divinas alas...; vos le quitasteis de un suelo manchado con tantos crímenes, para que no presenciase el espantoso castigo con que ibais, aunque tan lleno de misericordia, a castigar a tus hijos... sí, amado FERNANDO... sí, apetecido consuelo de todas nuestras aflicciones... sí, hermoso y deseado iris en todas nuestras horribles borrascas... tus fieles y huérfanos hijos te lloraron como miserables pupilos, y no hubo un placer verdadero en sus amantes corazones, considerándote cautivo...».
Capítulo I, Memorias de un cortesano de 1815 (1875)

Varios galdosistas remarcan el tono esperpéntico conseguido por Galdós en estas memorias de un cortesano, que en su cómica deformación, y
citando a Valle-Inclán por boca de Max Estrella, parecen demostrar que «el sentido trágico de la vida española sólo puede darse con una estética
sistemáticamente deformada».
El cervantista Joaquín Casalduero, en su estudio de la vida y obra de Galdós, menciona a Juan Bragas de Pipaón, como «el hombre camaleónico moderno, siempre cambiando de ideas pero siempre el mismo». Pedro Ortiz-Armengol, por su parte, relata la solicitud de ayuda que Galdós le hizo a Ramón de Mesonero Romanos en una carta del 18 de mayo de 1875, a fin de documentar y supervisar este episodio. En cuya trama, Galdós además recupera algunos personajes de su obra anterior, como las hermanas Porreño, personajes de La Fontana de Oro (1870), o la familia de la «amojamada condesa de Rumblar», con protagonismo en los episodios titulados Bailén y Cádiz.